# Liste der Gemeinden im Landkreis Konstanz

Karte des Landkreises Konstanz

Die Liste der Gemeinden im Landkreis Konstanz gibt einen Überblick über die 25 kleinsten Verwaltungseinheiten des Landkreises. Sieben der Gemeinden sind Städte. Konstanz, Singen (Hohentwiel) und Radolfzell am Bodensee sind Mittelstädte, die anderen vier, Aach, Engen, Stockach und Tengen sind Kleinstädte.
In seiner heutigen Form entstand der Landkreis Konstanz im Zuge der im Jahr 1973 durchgeführten Kreisreform. Der Landkreis wurde dabei um die meisten Orte des ehemaligen Landkreises Stockach, einige Gemeinden des Landkreises Sigmaringen und um den Ort Stetten des Landkreises Donaueschingen vergrößert. Mit Ausnahme von Nordhalden, das heute Teil des Schwarzwald-Baar-Kreises ist, gehören alle Gemeinden des ehemaligen Landkreises Konstanz auch heute noch zum Landkreis Konstanz.

## Beschreibung
Weiter gegliedert werden kann der Landkreis in folgende Vereinbarten Verwaltungsgemeinschaften (VVG) und Gemeindeverwaltungsverbände (GVB):
- VVG Engen mit den Städten Engen und Aach (Hegau) und der Gemeinde Mühlhausen-Ehingen
- VVG Gottmadingen mit den Gemeinden Gottmadingen, Büsingen am Hochrhein und Gailingen am Hochrhein
- GVB Höri mit den Gemeinden Gaienhofen, Moos (am Bodensee) und Öhningen;
- VVG Konstanz mit der Stadt Konstanz und den Gemeinden Allensbach und Reichenau
- VVG Singen (Hohentwiel) mit der Stadt Singen (Hohentwiel) und den Gemeinden Rielasingen-Worblingen, Steißlingen und Volkertshausen
- VVG Stockach mit der Stadt Stockach und den Gemeinden Bodman-Ludwigshafen, Eigeltingen, Hohenfels, Mühlingen und Orsingen-Nenzingen

Die Städte Radolfzell am Bodensee und Tengen sind wie die Gemeinde Hilzingen nicht Mitglied einer Verwaltungsgemeinschaft beziehungsweise eines Gemeindeverwaltungsverbandes.
Der Landkreis hat eine Gesamtfläche von 817,97 km². Die größte Fläche innerhalb des Landkreises hat die Stadt Engen mit 70,53 km². Es folgen die Städte Stockach mit 69,75 km², Tengen mit 61,98 km² und Singen (Hohentwiel) mit 61,75 km². Vier Gemeinden haben eine Fläche die größer ist als 50 km², darunter die Städte Konstanz und Radolfzell am Bodensee. Zwei Gemeinden haben eine Fläche von über 30 km², sechs Gemeinden sind über 20 km² groß, sieben Gemeinden sind über 10 km² groß und zwei Gemeinden sind kleiner als 10 km². Die kleinsten Flächen haben die Stadt Aach (Hegau) mit 10,69 km², die Gemeinde Büsingen am Hochrhein mit 7,62 km² und die Gemeinde Volkertshausen mit 5,15 km².
Den größten Anteil an der Bevölkerung des Landkreises von 291.397 Einwohnern haben die Großen Kreisstädte Konstanz mit 86.898 Einwohnern, Singen (Hohentwiel) mit 47.263 Einwohnern und Radolfzell am Bodensee mit 31.608 Einwohnern. Die Städte Stockach und Engen, sowie die Gemeinden Rielasingen-Worblingen und Gottmadingen haben über 10.000 Einwohner. Drei Gemeinden haben über 5.000 Einwohner. Die restlichen 15 Gemeinden, darunter auch die Städte Aach und Tengen, haben zwischen 1.000 und 5.000 Einwohner. Die drei von der Einwohnerzahl her kleinsten Gemeinden sind die Stadt Aach mit 2368 Einwohnern, die Gemeinde Hohenfels mit 2229 und die Gemeinde Büsingen am Hochrhein mit 1444 Einwohnern.
Der gesamte Landkreis Konstanz hat eine Bevölkerungsdichte von 356 Einwohnern pro km². Die größte Bevölkerungsdichte innerhalb des Kreises haben die Städte Konstanz mit 1562 Einwohnern pro km² und Singen (Hohentwiel) mit 765, gefolgt von der Gemeinde Rielasingen-Worblingen mit 666. Zwei Gemeinden haben eine Bevölkerungsdichte von über 500, darunter die Stadt Radolfzell am Bodensee, weitere zwei von über 400. Alle anderen Gemeinden haben eine geringere Bevölkerungsdichte als der Landkreisdurchschnitt von 356. Sechs dieser Gemeinden haben eine Bevölkerungsdichte zwischen 200 und 300, acht haben zwischen 100 und 200 Einwohner pro km² und in vier Gemeinden liegt die Bevölkerungsdichte unter 100. Die am dünnsten besiedelten Gemeinden sind Mühlingen mit 83, Hohenfels mit 73 und Eigeltingen mit 66 Einwohnern pro km².

## Legende
- Gemeinde: Name der Gemeinde beziehungsweise Stadt und Angabe, zu welchem Landkreis der namensgebende Ort der Gemeinde vor der Gebietsreform gehörte
- Teilorte: Aufgezählt werden die ehemals selbständigen Gemeinden der Verwaltungseinheit. Dazu ist das Jahr der Eingemeindung angegeben. Bei den Teilorten, die vor der Gebietsreform zu einem anderen Landkreis gehörten als der Hauptort der heutigen Gemeinde, ist auch dieses vermerkt
- VVG / GVB: Zeigt die Zugehörigkeit zu einer der Verwaltungsgemeinschaften beziehungsweise des Gemeindeverwaltungsverbandes
- Wappen: Wappen der Gemeinde beziehungsweise Stadt
- Karte: Zeigt die Lage der Gemeinde beziehungsweise Stadt im Landkreis
- Fläche: Fläche der Stadt beziehungsweise Gemeinde, angegeben in Quadratkilometer
- Einwohner: Zahl der Menschen die in der Gemeinde beziehungsweise Stadt leben (Stand: 31. Dezember 2023[1])
- EW-Dichte: Angegeben ist die Einwohnerdichte, gerechnet auf die Fläche der Verwaltungseinheit, angegeben in Einwohner pro km² (Stand: 31. Dezember 2023[2])
- Höhe: Höhe der namensgebenden Ortschaft beziehungsweise Stadt in Meter über Normalhöhennull (NHN)
- Bild: Bild aus der jeweiligen Gemeinde beziehungsweise Stadt

## Gemeinden
| Gemeinde                                                                                       | Teilorte | VVG / GVB               | Wappen                                     | Karte                                                          | Fläche | Einwohner | EW- Dichte | Höhe | Bild |
| ---------------------------------------------------------------------------------------------- | --- | ----------------------- | ------------------------------------------ | -------------------------------------------------------------- | ------ | --------- | ---------- | ---- | --- |
| Stadt Aach (gehörte vor der Gebietsreform zum Landkreis Stockach)                              | Aach | VVG Engen               | Wappen der Stadt Aach                      | Lage der Stadt Aach im Landkreis Konstanz                      | 10,69  | 2.368     | 222        | 545  | Aachtopf – die stärkste Quelle in Deutschland                                                                    |
| Allensbach (gehörte vor der Gebietsreform zum Landkreis Konstanz)                              | Allensbach Hegne Kaltbrunn Langenrain | VVG Konstanz            | Wappen der Gemeinde Allensbach             | Lage der Gemeinde Allensbach im Landkreis Konstanz             | 26,54  | 7.358     | 277        | 400  | in der Marienschlucht am Überlinger See                                                                          |
| Bodman-Ludwigshafen (gehörte vor der Gebietsreform zum Landkreis Stockach)                     | Bodman Ludwigshafen am Bodensee (Zusammenschluss im Jahr 1975) | VVG Stockach            | Wappen der Gemeinde Bodman-Ludwigshafen    | Lage der Gemeinde Bodman-Ludwigshafen im Landkreis Konstanz    | 28,04  | 4.823     | 172        | 410  | Ruine Altbodman                                                                                                  |
| Exklave Büsingen am Hochrhein (gehörte vor der Gebietsreform zum Landkreis Konstanz)           | Büsingen am Hochrhein Stemmer Waldheim | VVG Gottmadingen        | Wappen der Gemeinde Büsingen am Hochrhein  | Lage der Gemeinde Büsingen am Hochrhein im Landkreis Konstanz  | 7,62   | 1.444     | 190        | 395  | Büsingen am Hochrhein – Rathaus half Swiss half German Man                                                       |
| Eigeltingen (gehörte vor der Gebietsreform zum Landkreis Stockach)                             | Eigeltingen Heudorf im Hegau, (1977) Honstetten (1974) Münchhof (1975) Reute im Hegau (1973) Rorgenwies (1977) | VVG Stockach            | Wappen der Gemeinde Eigeltingen            | Lage der Gemeinde Eigeltingen im Landkreis Konstanz            | 59,3   | 3.920     | 66         | 483  | Tudoburg Pallasreste                                                                                             |
| Stadt Engen (gehörte vor der Gebietsreform zum Landkreis Konstanz)                             | Engen Anselfingen (1975) Bargen (1971) Biesendorf (1971) Bittelbrunn (1971) Neuhausen (1975) Stetten (1975; gehörte vor der Gebietsreform zum Landkreis Donaueschingen) Welschingen (1975) Zimmerholz (1975) | VVG Engen               | Wappen der Stadt Engen                     | Lage der Stadt Engen im Landkreis Konstanz                     | 70,53  | 11,315    | 160        | 531  | Krenkinger Schlößle Engen                                                                                        |
| Gaienhofen (gehörte vor der Gebietsreform zum Landkreis Konstanz)                              | Gaienhofen Gundholzen (1974) Hemmenhofen (1974) Horn (1974) | GVB Höri                | Wappen der Gemeinde Gaienhofen             | Lage der Gemeinde Gaienhofen im Landkreis Konstanz             | 12,55  | 3.351     | 267        | 425  | Kirche St. Johann in Horn                                                                                        |
| Gailingen am Hochrhein (gehörte vor der Gebietsreform zum Landkreis Konstanz)                  | Gailingen am Hochrhein | VVG Gottmadingen        | Wappen der Gemeinde Gailingen am Hochrhein | Lage der Gemeinde Gailingen am Hochrhein im Landkreis Konstanz | 13,17  | 3.002     | 228        | 469  | Rheinbrücke zwischen Diessenhofen und Gailingen                                                                  |
| Gottmadingen (gehörte vor der Gebietsreform zum Landkreis Konstanz)                            | Gottmadingen Bietingen (1974) Ebringen (1971) Randegg (1974) | VVG Gottmadingen        | Wappen der Gemeinde Gottmadingen           | Lage der Gemeinde Gottmadingen im Landkreis Konstanz           | 23,59  | 10,871    | 461        | 437  | Gottmadingen |
| Hilzingen (gehörte vor der Gebietsreform zum Landkreis Konstanz)                               | Hilzingen Binningen (1974) Duchtlingen (1970) Riedheim (1974) Schlatt am Randen (1971) Weiterdingen (1971) |                         | Wappen der Gemeinde Hilzingen              | Lage der Gemeinde Hilzingen im Landkreis Konstanz              | 53,03  | 9.175     | 173        | 466  | Burg Riedheim |
| Hohenfels (gehörte vor der Gebietsreform zum Landkreis Sigmaringen)                            | Hohenfels Deutwang (1975) Kalkofen (1975) Liggersdorf (1973) Mindersdorf (1973) Selgetsweiler (1973) | VVG Stockach            | Wappen der Gemeinde Hohenfels              | Lage der Gemeinde Hohenfels im Landkreis Konstanz              | 30,5   | 2.229     | 73         | 654  | |
| Große Kreisstadt Konstanz (gehörte vor der Gebietsreform zum Landkreis Konstanz)               | Konstanz Dettingen (1975) Dingelsdorf (1975) Litzelstetten (1971) | VVG Konstanz            | Wappen der Stadt Konstanz                  | Lage der Stadt Konstanz im Landkreis Konstanz                  | 55,65  | 86,898    | 1.562      | 405  | Konstanz – Konzilsgebäude und Graf Zeppelin Denkmal · Reste der römischen Siedlung                               |
| Moos (Bodensee) (gehörte vor der Gebietsreform zum Landkreis Konstanz)                         | Moos Bankholzen (1974) Iznang (1974) Weiler (1974) | GVB Höri                | Wappen der Gemeinde Moos                   | Lage der Gemeinde Moos im Landkreis Konstanz                   | 14,38  | 3.439     | 239        | 393  | Solarsegel am Bodenseeufer in Moos                                                                               |
| Mühlhausen-Ehingen (gehörte vor der Gebietsreform zum Landkreis Konstanz)                      | Mühlhausen Ehingen im Hegau (Zusammenschluss im Jahr 1974) | VVG Engen               | Wappen der Gemeinde Mühlhausen-Ehingen     | Lage der Gemeinde Mühlhausen-Ehingen im Landkreis Konstanz     | 17,82  | 3.985     | 224        | 473  | Hohenkrähen mit Ruine Hohenkrähen                                                                                |
| Mühlingen (gehörte vor der Gebietsreform zum Landkreis Stockach)                               | Mühlingen Gallmannsweil (1974) Mainwangen (1974) Schwackenreute (1975) Zoznegg (1975) | VVG Stockach            | Wappen der Gemeinde Mühlingen              | Lage der Gemeinde Mühlingen im Landkreis Konstanz              | 32,67  | 2.709     | 83         | 625  | |
| Öhningen (Bodensee) (gehörte vor der Gebietsreform zum Landkreis Konstanz)                     | Öhningen Schienen (1975) Wangen (1975) | GVB Höri                | Wappen der Gemeinde Öhningen               | Lage der Gemeinde Öhningen im Landkreis Konstanz               | 28,2   | 3.589     | 127        | 499  | in Wangen am Bodensee – einem Ortsteil der Gemeinde Öhningen                                                     |
| Orsingen-Nenzingen (gehörte vor der Gebietsreform zum Landkreis Stockach)                      | Orsingen-Nenzingen (Zusammenschluss im Jahr 1975) | VVG Stockach            | Wappen der Gemeinde Orsingen-Nenzingen     | Lage der Gemeinde Orsingen-Nenzingen im Landkreis Konstanz     | 22,23  | 3.604     | 162        | 444  | |
| Große Kreisstadt Radolfzell am Bodensee (gehörte vor der Gebietsreform zum Landkreis Konstanz) | Radolfzell am Bodensee Böhringen (1975) Güttingen (1975) Liggeringen (1974) Markelfingen (1974) Möggingen (1974) Stahringen (1974; gehörte vor der Gebietsreform zum Landkreis Stockach) |                         | Wappen der Stadt Radolfzell am Bodensee    | Lage der Stadt Radolfzell am Bodensee im Landkreis Konstanz    | 58,58  | 31,608    | 540        | 405  | Fasnet in Radolfzell                                                                                             |
| Reichenau (gehörte vor der Gebietsreform zum Landkreis Konstanz)                               | Reichenau | VVG Konstanz            | Wappen der Gemeinde Reichenau              | Lage der Gemeinde Reichenau im Landkreis Konstanz              | 12,72  | 5.234     | 411        | 402  | die Gemüseinsel Reichenau – das „Frühbeet Deutschlands“                                                          |
| Rielasingen-Worblingen (gehörte vor der Gebietsreform zum Landkreis Konstanz)                  | Rielasingen-Worblingen Arlen (Zusammenschluss im Jahr 1975) | VVG Singen (Hohentwiel) | Wappen der Gemeinde Rielasingen-Worblingen | Lage der Gemeinde Rielasingen-Worblingen im Landkreis Konstanz | 18,57  | 12,375    | 666        | 417  | |
| Große Kreisstadt Singen (Hohentwiel) (gehörte vor der Gebietsreform zum Landkreis Konstanz)    | Singen (Hohentwiel) Beuren an der Aach (1972; gehörte vor der Gebietsreform zum Landkreis Stockach) Bohlingen (1975) Bruderhof (1967; war eine Exklave der Stadt Tuttlingen) Friedingen (1971) Hausen an der Aach (1971) Hohentwiel (1969; war eine Exklave der Stadt Tuttlingen) Schlatt unter Krähen (1971) Überlingen am Ried (1971) | VVG Singen (Hohentwiel) | Wappen der Stadt Singen (Hohentwiel)       | Lage der Stadt Singen (Hohentwiel) im Landkreis Konstanz       | 61,75  | 47,263    | 765        | 429  | Burgruine Hohentwiel                                                                                             |
| Steißlingen (gehörte vor der Gebietsreform zum Landkreis Stockach)                             | Steißlingen Wiechs (1972) | VVG Singen (Hohentwiel) | Wappen der Gemeinde Steißlingen            | Lage der Gemeinde Steißlingen im Landkreis Konstanz            | 24,52  | 5.069     | 207        | 465  | Narrenbrunnen in Steißlingen                                                                                     |
| Stadt Stockach (gehörte vor der Gebietsreform zum Landkreis Stockach)                          | Stockach Espasingen (1973) Hindelwangen (1971) Hoppetenzell (1975) Mahlspüren im Hegau (1975) Mahlspüren im Tal (1973) Raithaslach (1974) Wahlwies (1975) Winterspüren (1972) Zizenhausen (1974) | VVG Stockach            | Wappen der Stadt Stockach                  | Lage der Stadt Stockach im Landkreis Konstanz                  | 69,75  | 17,599    | 252        | 491  | Luftbild von Stockach                                                                                            |
| Stadt Tengen (gehörte vor der Gebietsreform zum Landkreis Konstanz)                            | Tengen Beuren am Ried (1975) Blumenfeld (1973) Büßlingen (1975) Talheim (1971) Uttenhofen (1971) Watterdingen (1975) Weil (1975) Wiechs am Randen (1975) |                         | Wappen der Stadt Tengen                    | Lage der Stadt Tengen im Landkreis Konstanz                    | 61,98  | 4.820     | 78         | 614  | Stadttor in Tengen                                                                                               |
| Volkertshausen (gehörte vor der Gebietsreform zum Landkreis Stockach)                          | Volkertshausen | VVG Singen (Hohentwiel) | Wappen der Gemeinde Volkertshausen         | Lage der Gemeinde Volkertshausen im Landkreis Konstanz         | 5,15   | 3.349     | 650        | 443  | |
| Landkreis Konstanz                                                                             | |                         | Wappen des Landkreises Konstanz            | Der Landkreis Konstanz                                         | 817,97 | 291,397   | 356        |      | der Gnadensee zwischen der Insel Reichenau und Allensbach friert häufiger zu als die anderen Teile des Bodensees |